# Your Latest Trick
Singles de Dire Straits
Walk of Life
(1986) Calling Elvis
(1991)
Pistes de Brothers in Arms
Walk of Life Why Worry
Your Latest Trick est une chanson de rock composée par Mark Knopfler à l'époque de Dire Straits en 1985, et sorti initialement sur l'album Brothers in Arms. 
Le solo de saxophone est joué par Michael Brecker dans la version studio et par Chris White dans la version live.
Il est également sorti sur l'album live On the Night et le EP live Encores.

## Classement
| Classement (1985) | Position | Semaines |
| ----------------- | -------- | -------- |
| Irlande           | 6        |          |
| Royaume-Uni       | 26       |          |
| Classement (1993) | Position | Semaines |
| France            | 1        | 6        |